# Frances Pomeroy Naismith Award

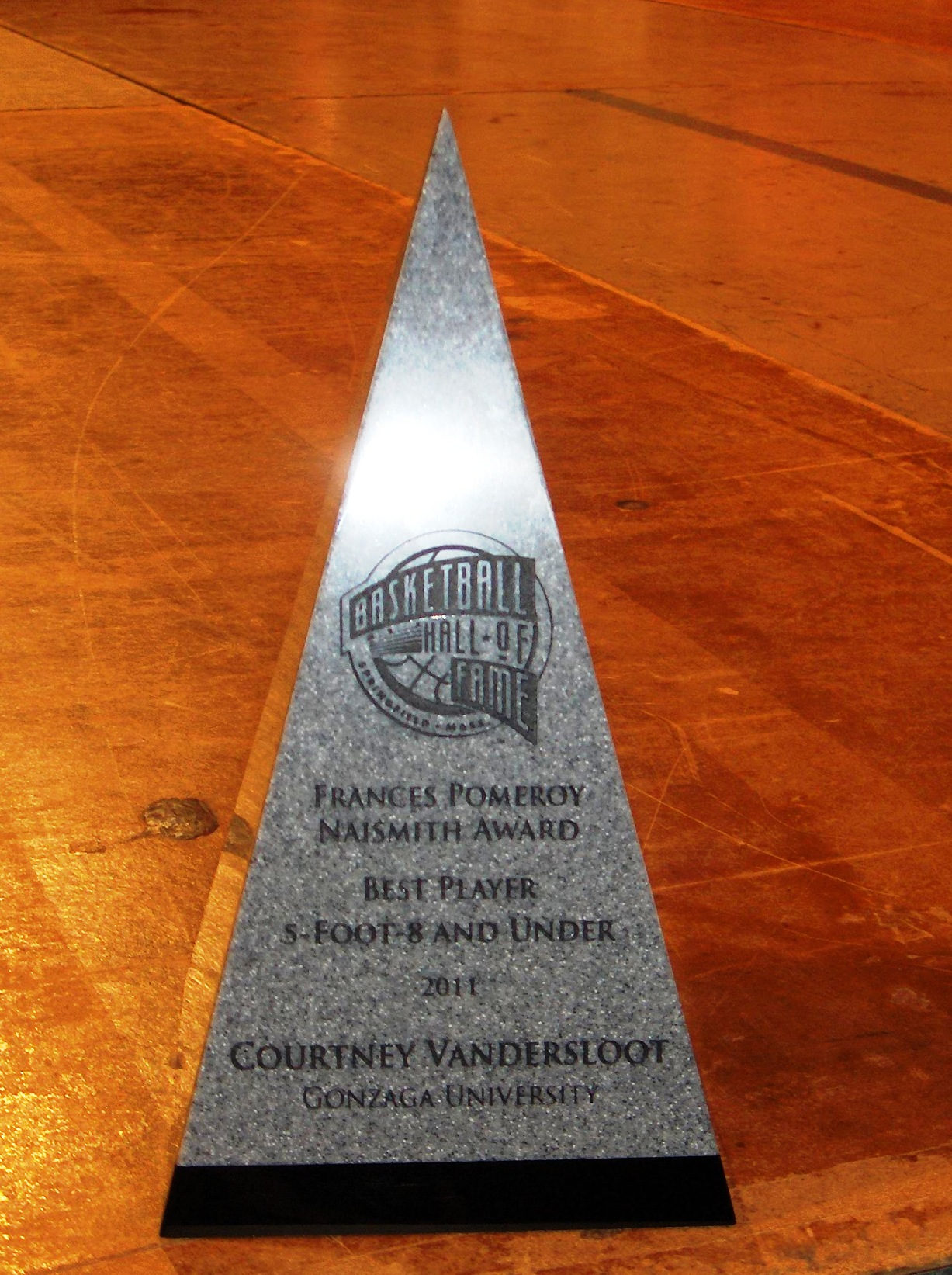
Le Trophée.

Le Trophée Frances Pomeroy Naismith  (en anglais : Frances Pomeroy Naismith Award) est une distinction annuelle du basket-ball universitaire américain.
Il récompense des joueurs (depuis 1969) et joueuses (depuis 1984) de taille inférieures respectivement à 1,80 m et 1,73 m (1,68 m originellement) .
Le Trophée est nommé en mémoire de la belle-fille de James Naismith. Le jury est le National Association of Basketball Coaches (NABC) pour les hommes et Women's Basketball Coaches Association (WBCA) pour les femmes.
Le lauréat est choisi en Division I NCAA, mais avant cette restriction, John Rinka (1970) et Mike Schieb (1978) jouaient respectivement en Division I et Division III, tout comme Julie Dabrowski (1990), Amy Dodrill (1995) et Angie Arnold (1998), toutes de Division III.

## Lauréats

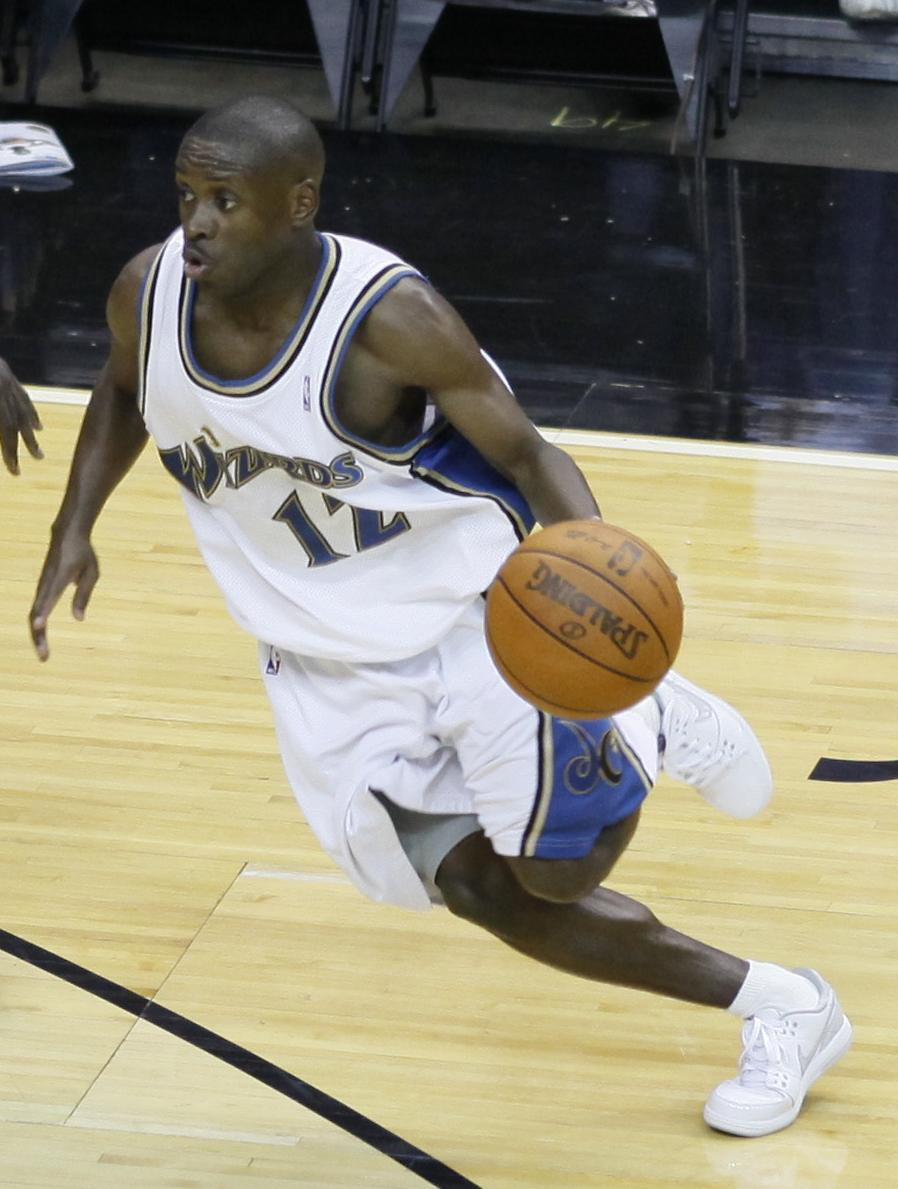
Earl Boykins remporte le trophée.

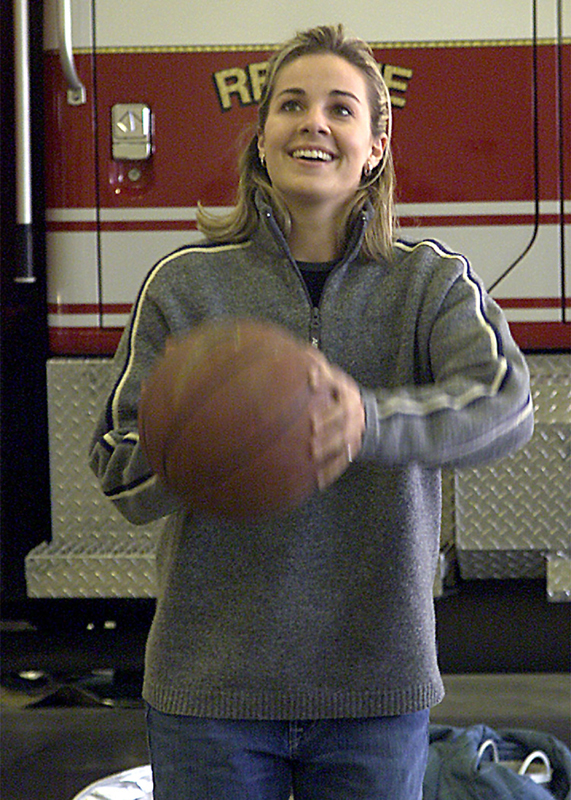
Becky Hammon est la meilleure marqueuse historique de la WAC.

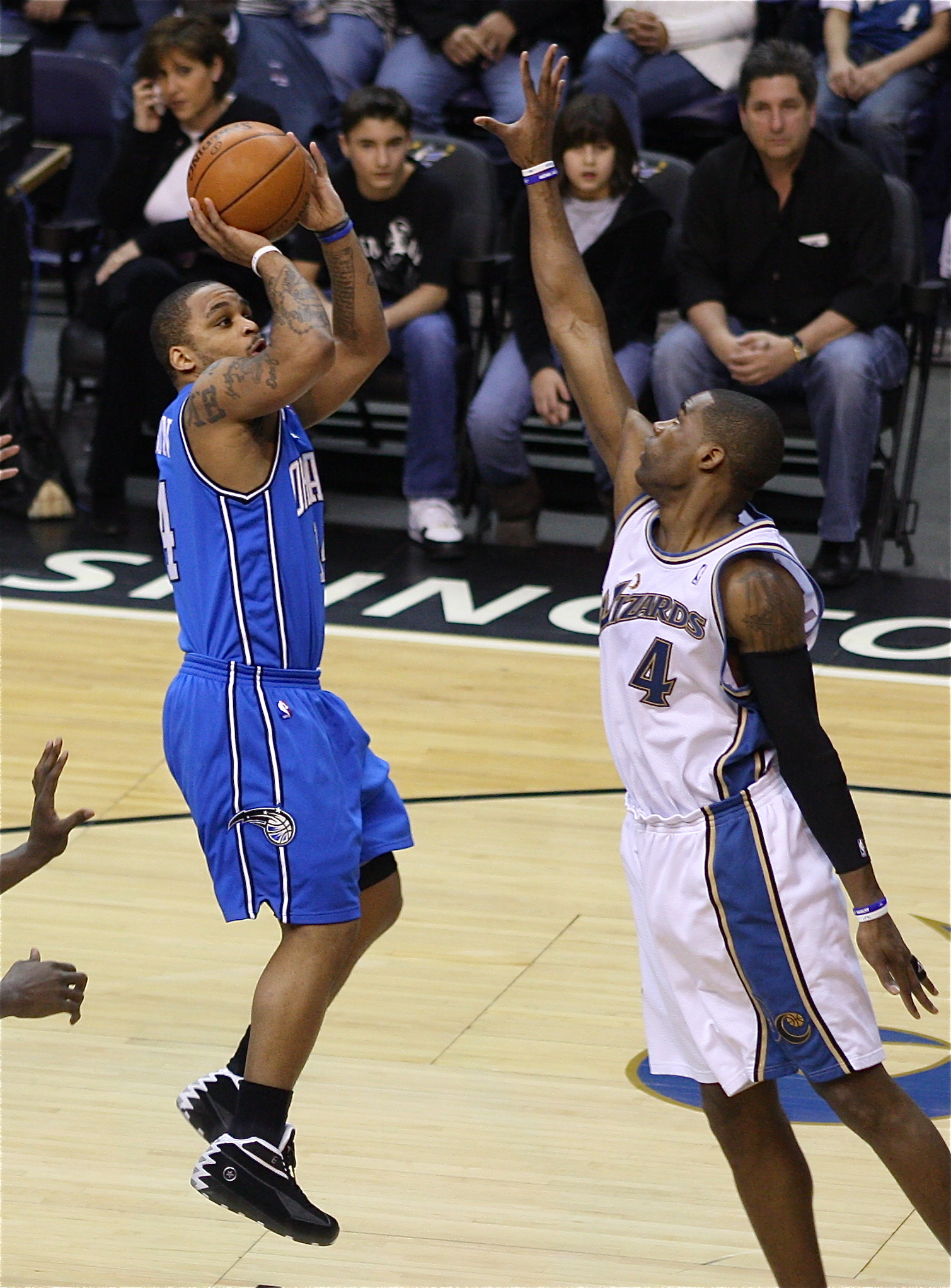
Jameer Nelson codétenteur du Trophée 2004.

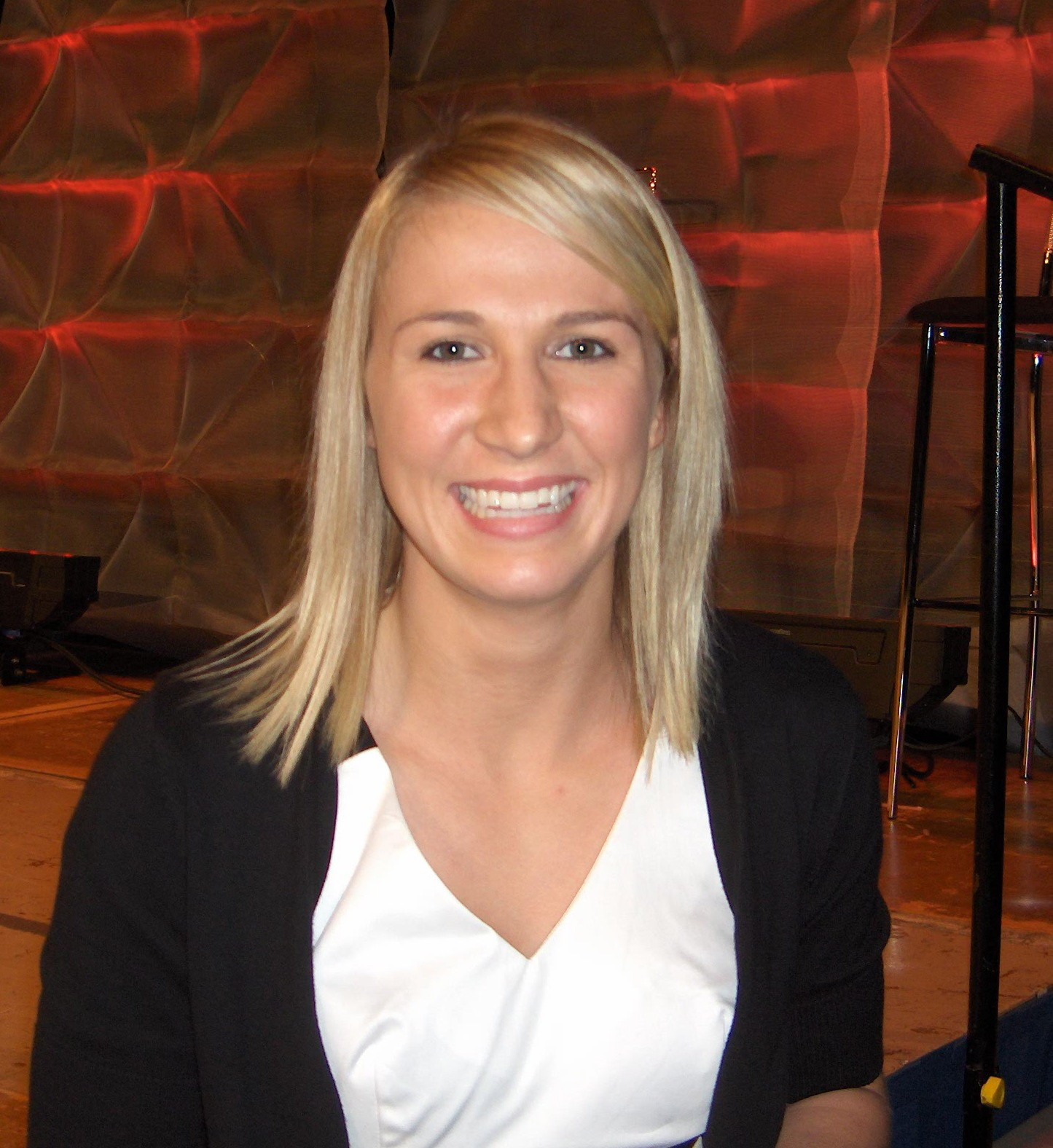
Courtney Vandersloot lors du WBCA Award Show 2011.

| Année     | Joueur               | Université        | Taille |
| --------- | -------------------- | ----------------- | ------ |
| 1968-1969 | Billy Keller (en)    | Purdue            | 1,78 m |
| 1969-1970 | John Rinka (en)      | Kenyon            | 1,75 m |
| 1970-1971 | Charlie Johnson (en) | California        | 1,83 m |
| 1971-1972 | Scott Martin (en)    | Oklahoma          |        |
| 1972-1973 | Robert Sherwin (en)  | Army              | 1,80 m |
| 1973-1974 | Mike Robinson (en)   | Michigan State    |        |
| 1974-1975 | Monte Towe (en)      | N.C. State        | 1,70 m |
| 1975-1976 | Frank Alagia (en)    | St. John's        |        |
| 1976-1977 | Jeff Jonas (en)      | Utah              | 1,83 m |
| 1977-1978 | Mike Schieb (en)     | Susquehanna       | 1,73 m |
| 1978-1979 | Alton Byrd (en)      | Columbia          | 1,75 m |
| 1979-1980 | Jim Sweeney (en)     | Boston College    |        |
| 1980-1981 | Terry Adolph (en)    | West Texas State  | 1,73 m |
| 1981-1982 | Jack Moore           | Nebraska          |        |
| 1982-1983 | Ray McCallum (en)    | Ball State        |        |
| 1983-1984 | Ricky Stokes (en)    | Virginia          |        |
| 1984-1985 | Bubba Jennings (en)  | Texas Tech        | 1,80 m |
| 1985-1986 | Jim Les              | Bradley           | 1,80 m |
| 1986-1987 | Muggsy Bogues        | Wake Forest       | 1,60 m |
| 1987-1988 | Jerry Johnson        | Florida Southern  | 1,80 m |
| 1988-1989 | Tim Hardaway         | UTEP              | 1,83 m |
| 1989-1990 | Greg Harvey (en)     | St. John's        | 1,83 m |
| 1990-1991 | Keith Jennings       | ETSU              | 1,70 m |
| 1991-1992 | Tony Bennett         | UW–Green Bay      | 1,83 m |
| 1992-1993 | Sam Crawford         | New Mexico State  | 1,73 m |
| 1993-1994 | Greg Brown           | New Mexico        | 1,70 m |
| 1994-1995 | Tyus Edney           | UCLA              | 1,78 m |
| 1995-1996 | Eddie Benton (en)    | Vermont           | 1,78 m |
| 1996-1997 | Brevin Knight        | Stanford          | 1,78 m |
| 1997-1998 | Earl Boykins         | Eastern Michigan  | 1,65 m |
| 1998-1999 | Shawnta Rogers       | George Washington | 1,63 m |
| 1999-2000 | Scoonie Penn         | Ohio State        | 1,80 m |
| 2000-2001 | Rashad Phillips (en) | Detroit           | 1,78 m |
| 2001-2002 | Steve Logan          | Cincinnati        | 1,78 m |
| 2002-2003 | Jason Gardner (en)   | Arizona           | 1,78 m |
| 2003-2004 | Jameer Nelson*       | Saint Joseph's    | 1,83 m |
| 2004-2005 | Nate Robinson        | Washington        | 1,75 m |
| 2005-2006 | Dee Brown            | Illinois          | 1,83 m |
| 2006-2007 | Tre Kelley (en)      | South Carolina    | 1,83 m |
| 2007-2008 | Mike Green           | Butler            | 1,83 m |
| 2008-2009 | Darren Collison      | UCLA              | 1,83 m |
| 2009-2010 | Sherron Collins      | Kansas            | 1,80 m |
| 2010-2011 | Jacob Pullen         | Kansas State      | 1,83 m |
| 2011-2012 | Reggie Hamilton (en) | Oakland           | 1,80 m |
| 2012-2013 | Peyton Siva          | Louisville        | 1,83 m |
| 2013-2014 | Russ Smith (en)      | Louisville        | 1,83 m |

| Année     | Joueuse                 | Université            | Taille |
| --------- | ----------------------- | --------------------- | ------ |
| 1983-1984 | Kim Mulkey              | Louisiana Tech        | 1,63 m |
| 1984-1985 | Maria Stack (en)        | Gonzaga               |        |
| 1985-1986 | Kamie Ethridge*         | Texas                 | 1,65 m |
| 1986-1987 | Rhonda Windham (en)     | USC                   |        |
| 1987-1988 | Suzie McConnell         | Penn State            | 1,65 m |
| 1988-1989 | Paulette Backstrom (en) | Bowling Green         |        |
| 1989-1990 | Julie Dabrowski (en)    | New Hampshire College |        |
| 1990-1991 | Shanya Evans (en)       | Providence            |        |
| 1991-1992 | Rosemary Kosiorek (en)  | West Virginia         | 1,65 m |
| 1992-1993 | Dena Evans (en)         | Virginia              | 1,63 m |
| 1993-1994 | Nicole Levesque (en)    | Wake Forest           |        |
| 1994-1995 | Amy Dodrill (en)        | Johns Hopkins         |        |
| 1995-1996 | Jennifer Rizzotti*      | Connecticut           | 1,68 m |
| 1996-1997 | Jennifer Howard (en)    | N.C. State            |        |
| 1997-1998 | Angie Arnold (en)       | Johns Hopkins         |        |
| 1998-1999 | Becky Hammon            | Colorado State        | 1,68 m |
| 1999-2000 | Helen Darling (en)      | Penn State            | 1,68 m |
| 2000-2001 | Niele Ivey (en)         | Notre Dame            | 1,70 m |
| 2001-2002 | Sheila Lambert (en)     | Baylor                | 1,70 m |
| 2002-2003 | Kara Lawson             | Tennessee             | 1,73 m |
| 2003-2004 | Erika Valek (en)        | Purdue                | 1,68 m |
| 2004-2005 | Tan White               | Mississippi State     | 1,70 m |
| 2005-2006 | Megan Duffy (en)        | Notre Dame            | 1,70 m |
| 2006-2007 | Lindsey Harding*        | Duke                  | 1,73 m |
| 2007-2008 | Jolene Anderson         | Wisconsin             | 1,73 m |
| 2008-2009 | Renee Montgomery        | Connecticut           | 1,70 m |
| 2009-2010 | Alexis Gray-Lawson (en) | California            | 1,73 m |
| 2010-2011 | Courtney Vandersloot    | Gonzaga               | 1,73 m |
| 2011-2012 | Tavelyn James           | Eastern Michigan      | 1,70 m |
| 2012-2013 | Alex Bentley            | Penn State            | 1,73 m |
| 2013-2014 | Odyssey Sims            | Baylor                | 1,73 m |